# لونفورت
لونفورت (به ایتالیایی: Leonforte) یک کومونه در ایتالیا است که در استان انا واقع شده‌است.

## خصوصیات
لونفورت ۸۳ کیلومترمربع مساحت و ۱۴٬۰۴۶ نفر جمعیت دارد و ۶۰۳ متر بالاتر از سطح دریا واقع شده‌است.